# トリガー (SS-237)
トリガー (USS Trigger, SS-237) は、アメリカ海軍の潜水艦。ガトー級。艦名はモンガラカワハギ科の魚の総称、トリガーフィッシュに因む。なお、戦没から7年後にタング級潜水艦2番艦として2代目「トリガー (SS-564)」が就役している。

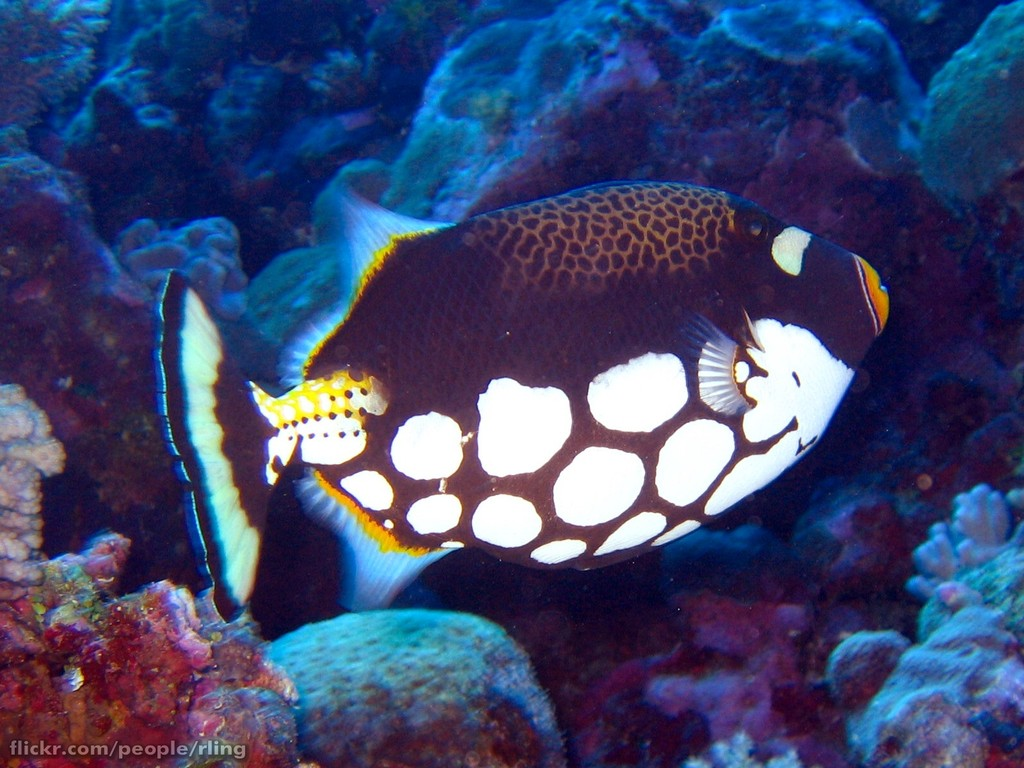
モンガラカワハギ（Clown triggerfish）

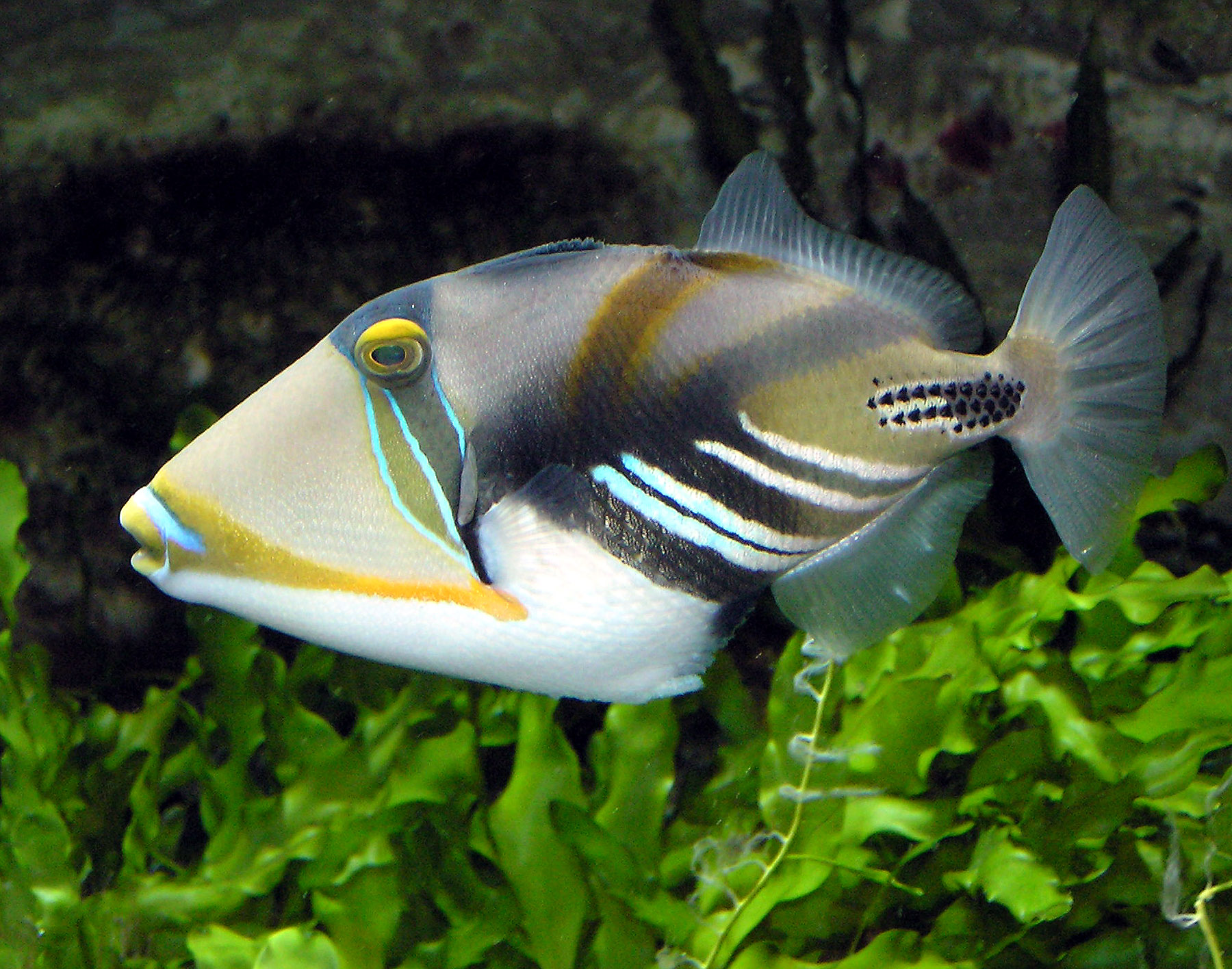
ムラサメモンガラ（Lagoon triggerfish）

## 艦歴
「トリガー」は1941年2月1日にカリフォルニア州ヴァレーホのメア・アイランド海軍造船所で起工。1941年10月22日にウォルター・N・ヴァーノウ夫人によって進水し、艦長ジャック・H・ルイス少佐（アナポリス1927年組）の指揮下1941年10月22日に就役する。
1942年5月22日に真珠湾に向けて出港し、到着後間もない5月29日には、他の僚艦とともに7.2任務群を編成し、日本艦隊の出現を予測してミッドウェー島近辺に進出するよう命じられた。6月5日のミッドウェー海戦では、オアフ島とミッドウェー島の中間海域を哨戒した。しかし、いかなる敵にも遭遇しなかった。6月6日にはミッドウェー島に向かって航行中、サンゴ礁に触れ座礁した。6月9日に帰投命令が出され、15日間の行動を終えて真珠湾に帰投した。

### 第1の哨戒 1942年6月 - 8月
6月26日、「トリガー」は最初の哨戒でアリューシャン列島方面に向かった。この哨戒で6隻の駆逐艦、3隻の貨物船、それに監視艇に遭遇したが手出しはできなかった。7月5日にはキスカ島やアガッツ島で行動中の僚艦「グロウラー」や「トライトン」が大戦果を挙げるが、「トリガー」には魚雷を発射する機会もなかった。8月10日にダッチハーバーに入港。8月18日、51日間の行動を終えて真珠湾に帰投。艦長がロイ・S・ベンソン少佐（アナポリス1929年組）に代わった。

### 第2の哨戒 1942年9月 - 11月
9月23日、「トリガー」は2回目の哨戒で日本近海に向かった。10月5日の早朝、北緯31度40分 東経142度26分 / 北緯31.667度 東経142.433度の地点で水平線上に煙がなびいてこちらに向かってきているのを発見。ほどなく船の姿が現れ、「トリガー」では小さい目標として3インチ砲の砲撃と20ミリ機銃での機銃掃射の用意が命じられた。しかし、その船が近づいてくるにしたがって、当初の予想とは裏腹に4,000トンぐらいはある結構大きな船であることが分かった。相手は「トリガー」に対して砲撃を行い、水柱が「トリガー」の周囲に立った。相手が体当たりを企図してか向かってきたので「トリガー」はすぐさま潜航し、魚雷を2本発射して1本を命中させたと判断される。浮上して相手を追撃しかけたものの、またもや反撃に遭って潜航し魚雷をもう3本発射したが、無駄骨に終わった。10月17日朝、北緯32度24分 東経131度44分 / 北緯32.400度 東経131.733度の豊後水道細島沖で、単独で第275船団を編成していた輸送船「和蘭丸（）」（川崎汽船、5,869トン）を発見し、魚雷を2本発射して2本とも命中させて命中させて撃沈した。夜になり、「第46号哨戒艇」が浮上中の「トリガー」を発見し、砲撃に続いて爆雷攻撃を加えた。「トリガー」は北緯32度33分 東経131度55分 / 北緯32.550度 東経131.917度の地点で、突進してくる「第46号哨戒艇」の艦首に向けて魚雷を3本発射し爆発と炎を観測したが、それは命中ではなく魚雷が早期爆発を起こしたものであり、「第46号哨戒艇」は依然健在だった。魚雷のうち1本は同艇の艦底を通過していった。「トリガー」はもう3本発射したが、結局命中させることはできなかった。3日後の10月20日、北緯31度13分 東経132度50分 / 北緯31.217度 東経132.833度の地点で10,000トン級タンカーと目された目標に対して820mという至近距離から魚雷を4本発射して2本が命中したのを確認。反撃から逃れるべく30ｍの深度に潜んだ時、ガソリンなどの可燃物かボイラーからのような重い爆発があった。潜望鏡深度に戻して観測したが、何も見つからなかった。日本側の記録では雷があったり海上に煙が上がったこと自体は認めているものの、実際には攻撃を受けた艦船はなかった。10月24日朝、,000トン級輸送船への攻撃をし損なったが、その2時間後に北緯32度00分 東経132度20分 / 北緯32.000度 東経132.333度の地点で、豊後水道に入りつつあった特設運送船（給油）「日章丸」（昭和タンカー、10,526トン）に対して魚雷を3本発射し2本を命中させ、航行不能に陥らせて火災を発生させたが、爆雷攻撃を受けたことと魚雷を使い果たしていたことにより、止めを刺せなかった。11月8日、46日間の行動を終えて真珠湾に帰投した。

### 第3の哨戒 1942年12月 - 1943年2月

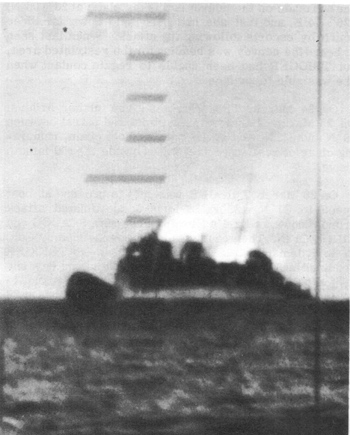
1943年1月10日、トリガーから撮影された駆逐艦「沖風」の断末魔

12月3日、「トリガー」は3回目の哨戒で日本近海に向かった。12月20日未明、北緯35度42分 東経140度48分 / 北緯35.700度 東経140.800度の犬吠埼近海に到着。夜に入ってから機雷の敷設を開始した。北半分の機雷原を敷設し終え、南半分の機雷原を敷設しようとしたまさにその時、1隻の8,400トン級輸送船が敷設されたばかりの機雷原に向かって航行しているのを発見。5分後、輸送船は機雷原に突入して爆発。護衛艦が沈み行く輸送船の周囲を回っていた。「トリガー」は機雷原の方から別の爆発音を聴取。翌朝浮上すると、その方角に煙が上がっていたのを確認した。機雷は合計19個敷設された。12月22日午後、北緯34度52分 東経139度49分 / 北緯34.867度 東経139.817度の野島埼灯台近海で、浦賀から出てきた輸送船「豫州丸」（宇和島運輸、5,711トン）を発見。浮上攻撃で魚雷を3本発射し、1本が船橋の下に命中したように見えた。最後に見た時は、船体は海面すれすれにまで傾いていた。「トリガー」は機雷を敷設した海域に戻り、12月26日夕刻には北緯35度45分 東経140度55分 / 北緯35.750度 東経140.917度の地点で、5,000トン級輸送船が触雷する瞬間を目撃する。12月28日から12月31日にかけては相模灘方面を行動したが、その間の12月29日午前、北緯35度48分 東経140度55分 / 北緯35.800度 東経140.917度の犬吠埼近海、12月20日にトリガーが機雷を敷設した海域付近を航行中の輸送船「帝福丸」（元ドイツ貨物船R.C.リクマス/帝国船舶、5,198トン）が「雷撃を受けて」航行不能に陥り、利根川河口に座礁した。12月31日夕刻には北緯34度29分 東経140度38分 / 北緯34.483度 東経140.633度の地点で、航空機を運搬中の8,500トン級輸送船を発見し、640メートルの至近距離から魚雷を3本発射し、2本の命中を得た。輸送船はすぐ傾き、しばらく後に浮上して捜索したが、何も見つからなかったため、撃沈したものと判断された。1943年1月1日から3日にかけては相模灘西部、石廊崎、神子元島方面を哨戒。1月10日、トリガーは北緯35度02分 東経140度12分 / 北緯35.033度 東経140.200度の天津・小湊沖で駆逐艦「沖風」を発見。1,460mの距離から魚雷を3本発射し、1本は「沖風」の前部に命中して船体を折り、もう1本は艦尾に命中して程なく沈没した。1月22日、51日間の行動を終えてミッドウェー島に帰投した。

### 第4の哨戒 1943年2月 - 4月
2月13日、「トリガー」は4回目の哨戒でパラオ方面に向かった。2週間後の2月27日、北緯07度10分 東経134度32分 / 北緯7.167度 東経134.533度の地点で8,500トン級輸送船を発見し魚雷を4本を発射したが、航空機の制圧を受けて反復攻撃はできなかった。3月4日には、北緯05度41分 東経136度00分 / 北緯5.683度 東経136.000度の地点でスコールの中で中型輸送船を探知し、魚雷を3本を発射したが命中しなかった。3月15日、南緯00度02分 東経145度05分 / 南緯0.033度 東経145.083度のマヌス島近海で5隻の輸送船と2隻の護衛艦からなる輸送船団を発見。船団の隊形は2隻の輸送船を中心に護衛艦が配されており、「トリガー」は目標を定めて魚雷を3本発射した。目標は転舵したが魚雷は目標に命中したようだった。第二撃で640mの至近距離にあった陸軍輸送船「桃葉丸」（辰馬汽船、3,103トン）に向けて魚雷を3本発射し、うち2本の命中を得たが、護衛艦の反撃で避退し、反撃を逃れた後に浮上したが何も見えなかった。「トリガー」はこの攻撃で第23駆潜艇隊に護衛されていた「桃葉丸」を撃沈し、陸軍船「ふろりだ丸」（川崎汽船、5,854トン）を航行不能に陥らせた。第24号駆潜艇の護衛にくわえて、曳航のために駆逐艦「望月」と輸送船「東寧丸」が派遣された。その夜「トリガー」は、曳航されている「ふろりだ丸」に向けて魚雷を6本発射したが5本は命中せず、残る1本は故障して「トリガー」の至近を通過していった。一連の攻撃の最中、「トリガー」は遠方で別の爆雷攻撃の音を聴取したが、これが「トライトン」に対する対潜攻撃と考えられ、「トライトン」の音信はこれ以降途絶えた。3月20日にも北緯03度44分 東経144度12分 / 北緯3.733度 東経144.200度のウォレアイ環礁近海で4隻の船舶からなる輸送船団を発見し、7,000トン級輸送船に対して魚雷を3本発射し、先頭の特設砲艦「第二号長安丸」（東亜海運、2,631トン）に魚雷が1本命中させたが、不発だった。4月6日、56日間の行動を終え真珠湾に帰投した。

### 第5の哨戒 1943年4月 - 6月
4月30日、「トリガー」は5回目の哨戒で日本近海へ向かった。司令部からの情報に基づいて東京湾口に張り付き、5月21日には北緯34度42分 東経139度34分 / 北緯34.700度 東経139.567度の翔鶴型航空母艦、名取型軽巡洋艦と思しき艦艇と駆逐艦を含む艦隊、翌5月22日には北緯34度38分 東経139度20分 / 北緯34.633度 東経139.333度の3隻の戦艦と4隻の重巡洋艦を含む艦隊をそれぞれ視認した。5月22日に発見した艦隊は、海軍甲事件で戦死した山本五十六元帥の遺骨を載せてトラック泊地から日本本土へむかっていた戦艦「武蔵」を含む連合艦隊司令長官古賀峯一大将直率部隊であったが、攻撃をかけるのは距離が遠すぎ、報告にとどめた。
5月28日、北緯34度33分 東経138度50分 / 北緯34.550度 東経138.833度の石廊崎沖で7,500トン級タンカーと小型輸送船を発見し、魚雷3本を発射して1本が目標の船尾に命中したと判断される。翌5月29日午後には、北緯34度35分 東経138度40分 / 北緯34.583度 東経138.667度の地点でQシップあるいは小型輸送船に魚雷を3本発射したが命中しなかった。6月1日、北緯35度02分 東経140度14分 / 北緯35.033度 東経140.233度の野島崎近海で遠方に2条の煙を発見し、この煙を追跡したところ、2隻の輸送船を発見。それぞれの目標に対して魚雷を3本ずつ発射し、輸送船「登川丸」（北海道炭礦汽船、2,182トン）に魚雷を命中させて撃沈した。もう1隻は雷跡を見て回避し、「トリガー」はこの目標に対して再び魚雷を発射し命中させたが、不発に終わった。
哨戒最終日の6月10日、トリガーはウルトラ情報によって三宅島沖で待機し、「飛鷹」と遭遇する。第二航空戦隊所属の空母「飛鷹」はマーシャル群島に進出するため6月10日に横須賀を出撃したが、濃霧のため本来のコースだった伊豆大島の東ではなく西を通るコースを進んだ。日没直前、「飛鷹」が三宅島と御蔵島の間を通過しようとした時、「トリガー」が「飛鷹」の右舷真横1,230mから6本の魚雷を発射し、4つの爆発音が聞こえた。しかし、4本のうち命中したのは1本だけで小爆発に終わり、残る3本は、またもや早期爆発と不発に終わった。それでも「飛鷹」は航行不能になった。
「トリガー」は再度攻撃を仕掛けようとしたが、護衛の駆逐艦「有明」と「夕暮」の爆雷攻撃を受け損傷を受けた。日本側は救援艦艇を派遣して「飛鷹」を曳航することに決定し、「飛鷹」は軽巡「五十鈴」（第十四戦隊）に曳航されて横須賀に引き返した。
「トリガー」はハワイに針路をむけ、6月22日に53日間の行動を終えて真珠湾に帰投した。帰投後、ベンソン艦長は潜水艦隊司令官チャールズ・A・ロックウッド少将に対し不発魚雷に関する抗議をした。抗議後、マーク14型魚雷で使用されていた磁気爆発装置は、欠陥の多発により使用停止となった。「トリガー」は真珠湾でオーバーホールに入り、艦長がロバート・E・ドーニン少佐（アナポリス1935年組）に代わった。

### 第6の哨戒 1943年9月
9月1日、「トリガー」は6回目の哨戒で東シナ海に向かった。「ガジョン (USS Gudgeon, SS-211) 」とともにジョンストン島で補給を行い、9月15日に哨区に到着する。9月17日午後、「トリガー」は北緯27度10分 東経126度15分 / 北緯27.167度 東経126.250度の地点で5隻の輸送船と2隻のタンカーからなる輸送船団を発見し、暗夜を利用した浮上攻撃により魚雷を4本発射。魚雷は輸送船「陽和丸」（日東鉱業汽船、6,435トン）の方に向かったものの、この時の攻撃は失敗に終わった。「トリガー」は反撃が静まるのを待って全力で浮上航走し、日付が9月18日に変わった直後に北緯27度31分 東経126度57分 / 北緯27.517度 東経126.950度の地点で再び輸送船団を発見し、魚雷4本を発射。うち1本を「陽和丸」に命中させて撃沈した。

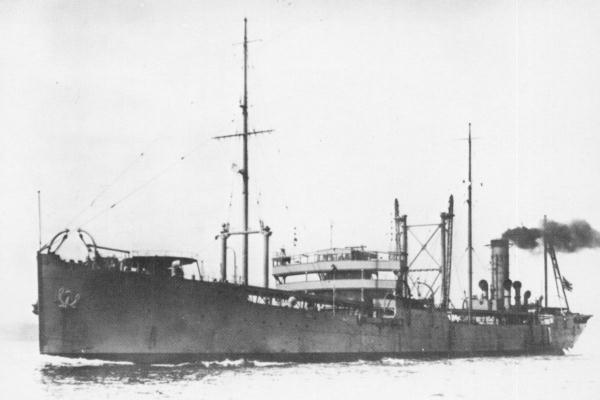
特務艦「尻矢」（1938年）

9月21日は「トリガー」にとって最良の日だった。この日の午後、「トリガー」は基隆港沖の北30マイルから彭佳嶼近海にいたる海域を中心に哨戒を実施していた。北緯25度27分 東経122度40分 / 北緯25.450度 東経122.667度の地点でマストを発見して高速で接近してみると、1隻の大型タンカー、2隻の小型タンカーおよび3隻の古いタイプの輸送船3隻からなる輸送船団、馬公から出てきた臨時B船団を発見。一度は見失うもレーダーによって再探知し、20時過ぎ、北緯26度33分 東経122度40分 / 北緯26.550度 東経122.667度 の尖閣諸島魚釣島近海に至ったところで、まず3隻のタンカーに対する攻撃を開始する。最初と二番目のタンカーに対して魚雷を3本ずつ発射し、特務艦「尻矢」に魚雷が1本命中し、「尻矢」から立ち上る火災はおよそ150mの高さにのぼり、逃げ惑う乗組員の姿すら確認できたほどで、間もなく航行を止めたのち沈没した。間もなくタンカー「昭洋丸」（日東鉱業汽船、7,499トン）と、魚雷の射線に入ってきた輸送船「あるぐん丸」（大阪商船、6,661トン）にそれぞれ魚雷1本が命中し、「昭洋丸」はすぐに沈没して、「あるぐん丸」は7時間たってから炎上沈没していった。「トリガー」は反転して艦尾発射管からの第三撃で魚雷をタンカー「第一小倉丸」（日本油槽船、7,270トン）に向けて魚雷3本を発射したがかわされ、第四撃で発射した1本の魚雷は、3本の魚雷を回避するためとトリガーへの体当たりを企図して転舵した「第一小倉丸」に命中して撃沈したかと思われたが、実際には間一髪で回避していた。第五撃は「3番目の輸送船」、輸送船「暁空丸」（拿捕船、6,854トン）に対して艦首発射管に残った最後の2本の魚雷を発射し、船首に魚雷1本を命中させ撃破した。その後一旦浮上した後再び潜航し、第六撃と日付が9月22日になって行われた第七撃も「3番目の輸送船」に対して魚雷を2本ずつ発射したが命中せず、これ以上戦果を拡大することはできなかった。日本側は、複数の潜水艦による攻撃だと思っていた。一連の攻撃を終えて浮上すると、いまだ3隻のタンカーあるいは輸送船の残骸が焼けていたり漂流していた。「トリガー」は臨時B船団に対する攻撃で全ての魚雷を使い切ったので、予定を切り上げて帰ることとした。9月30日、29日間の行動を終えてミッドウェー島に帰投した。

### 第7の哨戒 1943年10月 - 12月
10月22日、「トリガー」は7回目の哨戒で東シナ海および黄海方面に向かった。11月1日夜22時ごろ、北緯29度35分 東経134度31分 / 北緯29.583度 東経134.517度の地点でパラオに向かうオ112船団を発見する。最初の攻撃で2隻の7,000トン級輸送船に対して魚雷を3本発射し、それぞれの目標の船首に1本ずつ命中したように見えた。2隻の護衛艦が向かってきたので、ひとまずこれを避けることとした。翌11月2日0時30分ごろ、「トリガー」は僚艦「シーホース (USS Seahorse, SS-304) 」とともに攻撃を開始し、0時50分、「トリガー」は二度目の攻撃で北緯28度55分 東経134度43分 / 北緯28.917度 東経134.717度の地点で2隻の陸軍輸送船、「でらごあ丸」（日本郵船、7,148トン）と「八幡丸」（日之出汽船、1,852トン）に向けて魚雷を3本発射し、「八幡丸」は撃沈し、「でらごあ丸」は魚雷の回避に成功する。「シーホース」は「10,000トン級輸送船に魚雷を命中させて撃沈した」と報じた。2時20分、「トリガー」は三度目の攻撃で、「でらごあ丸」に対して魚雷を3本発射し、2本から3本命中させて撃沈した。「トリガー」はこの攻撃で戦闘海域から離脱したが、4時過ぎには「シーホース」が特設運送船「千早丸」（拿捕船、元オランダ船チサロア、7,087トン）と陸軍輸送船「うめ丸」（栃木汽船、5,859トン）を、10月31日午後からオ112船団に食いついていた「ハリバット (USS Halibut, SS-232) 」が陸軍輸送船「愛媛丸」（山下汽船、4,654トン）を撃沈して船団に更なる打撃を与えた。11月5日朝には北緯29度08分 東経129度37分 / 北緯29.133度 東経129.617度の悪石島近海で、2機の航空機と駆逐艦「呉竹」が護衛する第216船団を発見し、魚雷を3本発射。魚雷は輸送船「麗洋丸」（東洋汽船、5,446トン）に向かっていったが回避された。11月13日早朝、北緯32度55分 東経125度09分 / 北緯32.917度 東経125.150度の地点で第113船団を発見。船団が方向転換した結果、「トリガー」は船団の中に割って入る形となり、船団で最も大きな船舶だった特設運送船「那智山丸」（三井船舶、4,433トン）に対して730mの距離から魚雷を4本発射し、2本を命中させて撃沈した。「トリガー」は護衛艦からの反撃で軽い損傷を受けたが大したことはなかった。攻撃後は済州島方面に移動するが、11月17日から18日にかけては悪天候に難渋する。11月21日夜には、北緯36度40分 東経125度31分 / 北緯36.667度 東経125.517度の地点で輸送船「英山丸」（鶴丸汽船、1,681トン）に対して1800mの距離から魚雷4本を発射し2本を命中させて撃沈した。12月8日、49日間の行動を終えて真珠湾に帰投した。

### 第8の哨戒 1944年1月 - 2月
1944年1月1日、「トリガー」は8回目の哨戒でトラック諸島方面に向かった。1月27日、北緯10度53分 東経147度14分 / 北緯10.883度 東経147.233度の地点で「呂44」の司令塔を発見し、730mの距離まで砲撃準備をしながら接近を行った後、反撃に対処するため潜望鏡深度に潜航。「呂44」が91mほどの距離で攻撃準備を行っているのを確認する。そのため、42mの深度に潜航するも、魚雷の航走音がしなかったため潜望鏡深度に戻ったところ、「呂44」の潜望鏡を確認した。そのため再度退避したが、反撃の様子は見られなかったため潜望鏡深度に戻して観測したが、すでに敵の姿は見えなかった。1月31日早朝、北緯09度20分 東経147度20分 / 北緯9.333度 東経147.333度の地点で、2隻の吹雪型駆逐艦と思われる護衛艦と（実際は白露、雷、満潮）、特設巡洋艦「赤城丸」（日本郵船、7,366トン）、2隻の特設運送船「愛国丸」（大阪商船、10,437トン）と「靖国丸」（日本郵船、11,933トン）からなる輸送船団を発見。最初の攻撃で「吹雪型駆逐艦」に対して魚雷を3本ずつ計6本発射し、「2本の魚雷を命中させ、護衛艦はもうもうたる煙と残骸で見えなくなった」とする。そのうち、駆逐艦「白露」が迫ってきたので、「トリガー」は艦尾発射管から魚雷を4本発射したが、2本が「白露」の艦底を通過するなどで、これは命中しなかった。「トリガー」は態勢を立て直して船団に追いつき、北緯09度21分 東経147度02分 / 北緯9.350度 東経147.033度の地点で「靖国丸」に向けて魚雷を5本発射し、うち2本が命中して撃沈した。2月23日、55日間の行動を終えて真珠湾に帰投。艦長がフレデリック・J・ハーフィンガーJr.少佐（アナポリス1935年組）に代わった。また、副長にはエドワード・L・ビーチ（アナポリス1939年組）が着任した。

### 第9の哨戒 1944年3月 - 5月
3月23日、「トリガー」は9回目の哨戒で「タング (USS Tang, SS-306) 」とウルフパックを構成しパラオ方面に向かった。4月8日、「トリガー」は北緯19度06分 東経142度31分 / 北緯19.100度 東経142.517度の地点で輸送船25隻からなる東松4号船団を発見し、駆逐艦「五月雨」（船団司令官清田孝彦少将旗艦）に対して魚雷を4本発射して2つの命中音を聴取したが、直後から護衛艦の反撃を受け、91mの海底でじっとしていたものの、6発の爆雷が至近で爆発し、アンテナやレーダーなど重要機器が故障し、船体各所が浸水した。「トリガー」は4月14日に「タング」と会合して以後4日間、乗員はゴムボートで互いの艦を往復しながら修理に専念し、4月18日に新たな予備部品を受け取って「タング」と別れ、任務を続行した。4月26日夜、「トリガー」は北緯08度34分 東経134度57分 / 北緯8.567度 東経134.950度の地点で、パラオから出てきた東松5号船団を発見。翌4月27日1時、2隻の陸軍輸送船、「阿蘇山丸」（三井船舶、8,811トン）と「三池丸」（日本郵船、11,738トン）の2隻に向けて魚雷を6本発射し両船に合計4本命中させ、「阿蘇山丸」は左舷船倉に被雷して船首部を深く沈め、「三池丸」は2日間炎上の後、4月29日に人知れず沈没した。「トリガー」はのた打ち回る「阿蘇山丸」と「三池丸」に対して計10本もの魚雷を撃ちこみ、3つか4つの命中音を確認した。また、明け方には「若竹型駆逐艦」と判断された護衛の海防艦「笠戸」に対して魚雷を3本発射し、「笠戸」の艦首に魚雷を命中させて艦首を吹き飛ばした。5月20日、58日間の行動を終えて真珠湾に帰投。サンフランシスコに回航され5月31日に到着。ハンターズ・ポイント海軍造船所でオーバーホールに入った。9月11日に真珠湾に戻った。

### 第10の哨戒 1944年9月 - 11月
9月24日、「トリガー」は10回目の哨戒で「サーモン (USS Salmon, SS-182)」「シルバーサイズ (USS Silversides, SS-236) 」とウルフパックを構成し台湾方面に向かった。この哨戒では敵船撃沈とともに、近く台湾方面を空襲する第38任務部隊（マーク・ミッチャー中将）の搭乗員を救出する任務も請け負っていた。10月12日、トリガーは担当海域で空母「バンカー・ヒル (USS Bunker Hill, CV-17) 」所属の2名の搭乗員を救出した。10月19日には、北緯25度15分 東経122度48分 / 北緯25.250度 東経122.800度の地点で、所謂「幻の大戦果」に釣られてやってきた志摩清英中将率いる第五艦隊を発見したが、距離が遠すぎたので攻撃はせず、発見の報告だけにとどめた。10月30日朝、北緯29度29分 東経132度05分 / 北緯29.483度 東経132.083度の地点でレイテ沖海戦で囮として行動した小沢治三郎中将率いる機動部隊に対する補給部隊のタンカー「たかね丸」（日本海運、10,021トン）と海防艦3隻を発見。「トリガー」は時間をかけて接近し、「たかね丸」に艦首発射管から魚雷を6本発射させたが命中せず、次に艦尾発射管から4本発射して全て命中させ、航行不能にした。「トリガー」は攻撃直後爆雷攻撃に遭い、78発の爆雷を投下されたが被害はなかった。しかし、「トリガー」の次に「たかね丸」に食いついた「サーモン」が爆雷攻撃で潜航不能となり、また「第22号海防艦」と砲撃戦を交わした末大破した事を知り、「トリガー」は最終的にたかね丸に止めを刺した「スターレット (USS Sterlet, SS-392) 」、「シルバーサイズ」とともに「サーモン」をサイパン島まで護衛した。空中援護を受けつつ11月3日にタナパグ湾に到着した。一週間後、「トリガー」は第101潜水群指揮官トーマス・B・クラークリング大佐の指揮下、他の潜水艦とともにウルフパック "Burt's Brooms" を編成して11月10日から日本の南方洋上に配置されている特設監視艇群を蹴散らす作戦に従事したが、「トリガー」にのみ11月17日に中止命令が出て引き返した。この11月17日に北緯31度10分 東経141度30分 / 北緯31.167度 東経141.500度の地点で小型哨戒艇に対して魚雷を3本発射したが、命中しなかった。11月23日、49日間の行動を終えてグアムのアプラ港に帰投した。

### 第11の哨戒 1944年12月 - 1945年2月
12月28日、「トリガー」は11回目の哨戒で日本近海に向かった。豊後水道と紀伊水道方面で主に行動。1945年1月3日21時5分ごろ、正体不明の光を発見し、レーダーにも反応があった。30分後、右舷側を魚雷が通過していった。1月5日には北緯31度42分 東経133度46分 / 北緯31.700度 東経133.767度の地点で潜望鏡も発見したがいつしか見えなくなった。一旦この哨戒海域を離脱して潮岬方面に移動したが、1月20日ごろには戻った。1月29日、北緯31度11分 東経132度48分 / 北緯31.183度 東経132.800度の地点で、レーダーにより航空機と6隻の護衛艦がついた輸送船団を探知。船団に接近して攻撃しようとしたが果たせなかった。翌日、帰還命令を受けた。2月3日、37日間の行動を終えてアプラ港に帰投。艦長がデイヴィッド・R・コノール中佐（アナポリス1936年組）に代わった。

### 最後の哨戒 1945年3月
3月11日、「トリガー」は12回目の哨戒で日本近海に向かった。この哨戒では敵船撃沈と第58任務部隊（マーク・ミッチャー中将）の搭乗員救助が主な任務であった。3月18日17時、北緯29度25分 東経127度30分 / 北緯29.417度 東経127.500度あるいは北緯28度05分 東経126度44分 / 北緯28.083度 東経126.733度の地点で鹿児島から那覇へ向けて航行中のカナ304船団を発見し、輸送船「第三筑紫丸」（三井船舶、1,012トン）を撃沈した。「トリガー」は3月20日にこの攻撃の報告を送信した。3月24日、味方の誤爆を防ぐため一時的に安全地域への退避を命じられ、3月26日、「シードッグ (USS Sea Dog, SS-401)」「スレッドフィン (USS Threadfin, SS-410) 」のウルフパック "Earl's Eliminators" に加わり、また、気象情報を送信したが、これが「トリガー」の健在を示す最後の証拠となった。3月28日、「シードッグ」は「トリガー」と通信が取れないことを司令部に報告。司令部は3月30日に、「トリガー」をウルフパックから外した上で別の任務を与え、その上で4月4日にミッドウェー島に帰投するよう命令を発したが音沙汰は無く、5月1日になっても「トリガー」はミッドウェー島に帰投しなかったので喪失を宣告され、7月11日に除籍された。
なお、アメリカ側では3月27日に沈没した電纜敷設艇「大立」の沈没を「トリガー」の戦果として公認しているが、「大立」は第58任務部隊機の機銃掃射によって爆雷が誘爆して沈没したものである。

### トリガーの最期
沖縄戦が迫る最中の3月26日午後、「大和」を旗艦とする第二艦隊（伊藤整一中将）を来る沖縄戦対策として佐世保に回航する計画が発令される。この情報を掴んだ太平洋艦隊潜水艦部隊司令部は、「トリガー」「シードッグ」「スレッドフィン」のウルフパック "Earl's Eliminators" に「ハックルバック (USS Hackleback, SS-295) 」を追加して豊後水道を監視するよう指令を出した。
「トリガー」が気象情報を送った翌日の3月27日、豊後水道で第二艦隊の前路警戒を行うため佐伯で練成中の海防艦「男鹿」「目斗」「第59号海防艦」「第65号海防艦」および特設掃海艇3隻が第三対潜掃討隊として編成された。また、応援として香港から門司に帰投していた「御蔵」と「第33号海防艦」、それに佐伯防備隊の特設駆潜艇が追加され、さらに磁気探知機を搭載した佐伯航空隊の航空機も動員された。配備点や哨戒方法は27日中に決定した。海防艦は翌3月28日に佐伯を出撃し、水ノ子島灯台を越えた辺りから針路を真南に固定し捜索を開始。第三対潜掃討隊の各艦は3海里から4海里離れた単横陣隊形をとり、「第65号海防艦」が一番西側に位置した。午前10時27分ごろ、航空機が潜水艦を探知するも、すぐに見失う。それでも午後0時ごろから「御蔵」と「第33号海防艦」が合流し、第65号海防艦の西側1,000mを単縦陣で位置し、「第59号海防艦」とともに探知場所に急行した。そして13時ごろから爆雷攻撃を行った結果、大きな噴煙が2つ上がった。この地点は鶴御崎の180度39.5海里あるいは北緯32度16分 東経132度05分 / 北緯32.267度 東経132.083度と記録されている。この2つの大きな噴煙をあげた潜水艦こそが「トリガー」だと考えられ、翌3月29日午前に再観測すると、攻撃地点からは濃い油帯が流れ出ていた。
「トリガー」の撃沈に貢献した海防艦のうち「御蔵」と「第33号海防艦」、その他いくつかの特設駆潜艇は3月28日夕方に九州近海で「スレッドフィン」や第58任務部隊機の攻撃を受け沈没した。第二艦隊は3月28日17時30分に呉を出撃して豊後水道に向かいつつあったが、艦上機来襲の報により広島湾に引き返している。
「トリガー」は第二次世界大戦の戦功で11個の従軍星章を、5回目、6回目および7回目の哨戒で殊勲部隊章を受章した。また、18隻の艦船を撃沈し総トン数は86,552トンに及んだ。これは、第二次世界大戦中のアメリカ潜水艦の公認戦果としてはどちらも第7位に記録されるものであった。
「トリガー」の活躍ぶりは、かつて副長を務めたビーチの1952年の著作 "Submarine!" で賞賛され、ノックス級フリゲートの5番艦「コノール (USS Connole, DE-1056/FF-1056) 」は、戦死したトリガーのコノール艦長を讃えて命名された。

## フィクションにおけるトリガー
- 終戦のローレライ　豊後水道で消息を絶ち戦没認定を受けたが、実は撃沈を免れていたという設定で登場。戦没認定が解かれないまま特殊任務を与えられ、物語前半の強力な敵として立ちはだかる。